# هایدنهاین
هایدنهاین (انگلیسی: Heidenhain) شرکت فناوری اطلاعات آلمانی است، که در سال ۱۹۴۸ توسط جونز هایدنهاین تأسیس شد. زمینه کاری این شرکت، تولید کنترلرها برای ماشین‌های ابزار و تجهیزات ابزار دقیق، همچنین دستگاه‌های اندازه‌گیری مکاترونیک برای طول و زاویه است.